# Mesynodites attaphilus
Mesynodites attaphilus är en skalbaggsart som beskrevs av Bruch 1933. Mesynodites attaphilus ingår i släktet Mesynodites och familjen stumpbaggar. Inga underarter finns listade i Catalogue of Life.